# Daniel McLay
Daniel McLay, detto Dan (Wellington, 3 gennaio 1992), è un ciclista su strada britannico che corre per il Team Visma-Lease a Bike. Professionista dal 2015, ha caratteristiche di velocista.

## Carriera
Nato in Nuova Zelanda ma trasferitosi presto in Europa, dopo quattro stagioni tra i Dilettanti Under-23 in Belgio, passa professionista nel 2015 con il team francese Bretagne-Séché Environnement. Nello stesso anno coglie la prima vittoria da professionista, vincendo la terza tappa de La Tropicale Amissa Bongo in Gabon.

## Palmarès

### Strada
- 2010 (Juniores)

Campionati britannici, Prova in linea Juniores
1ª tappa Driedaagse van Axel (Philippine > Axel )
- 2011 (Omega Pharma-Lotto-Davo U23)

Grand Prix Waregem
Zele
Grote Prijs Maras
Herenthout
Overijse-Tombeek
Booischot-Pijpelheide
- 2012 (Lotto-Belisol U23, due vittorie)

De Drie Zustersteden
Grand Prix José Dubois
- 2013 (Lotto-Belisol U23, due vittorie)

Ramsel-Herselt
Sint-Katelijne-Waver
- 2014 (Lotto-Belisol U23, cinque vittorie)

3ª tappa Tour de Normandie (Elbeuf-sur-Seine > Argentan)
3ª tappa Paris-Arras Tour (Arras > Arras)
2ª tappa Ronde van Oost-Vlaanderen (Bazel > Bazel)
Classifica generale Ronde van Oost-Vlaanderen
3ª tappa Tour de l'Avenir (Montrond-les-Bains > Paray-le-Monial)
- 2015 (Bretagne–Séché Environnement, una vittoria)

3ª tappa La Tropicale Amissa Bongo (Mounana > Koulamoutou)
- 2016 (Fortuneo-Vital Concept, due vittorie)

Grand Prix de Denain
Grand Prix de la Somme
- 2017 (Fortuneo-Vital Concept, due vittorie)

Trofeo Palma
Tour de l'Eurométropole
- 2018 (Team EF Education First - Drapac p/b Cannondale, una vittoria)

4ª tappa Circuit de la Sarthe (Brûlon > Sablé)
- 2019 (EF Education First, due vittorie)

1ª tappa Herald Sun Tour (Circuito di Phillip Island > Circuito di Phillip Island)
2ª tappa Tour of Guangxi (Beihai > Qinzhou)
- 2020 (Team Arkéa-Samsic, due vittorie)

5ª tappa Volta a Portugal (Oliveira do Hospital > Águeda)
6ª tappa Volta a Portugal (Caldas da Rainha > Torres Vedras)

#### Altri successi
- 2009 (Juniores)

2ª tappa Echelon Cycles Road Race (Welland > Welland)
- 2014 (Lotto-Belisol U23)

Classifica a punti Tour de Normandie
- 2015 (Bretagne - Séché Environnement)

Criterium di Otley

### Pista
- 2010

Campionati del mondo, Americana Juniores (con Simon Yates)

## Piazzamenti

### Grandi Giri
- Tour de France

2016: 170º
2017: ritirato (17ª tappa)
2021: ritirato (11ª tappa)
2024: 136º
- Vuelta a España

2022: 119º

### Classiche monumento
Milano-Sanremo
2018: ritirato
2019: 159º
2020: 132º
2021: 87º
2025: 146º
- Giro delle Fiandre

2021: 106º
2023: 96º
2024: ritirato
- Parigi-Roubaix

2015: ritirato
2016: ritirato
2017: fuori tempo massimo
2021: ritirato
2023: ritirato
2024: fuori tempo massimo

### Competizioni mondiali
- Campionati del mondo su strada

Ponferrada 2014 - In linea Under-23: ritirato
Doha 2016 - In linea Elite: ritirato
- Campionati del mondo di ciclocross

Hoogerheide 2009 - Juniores: 40º
Tabor 2010 - Juniores: ritirato
- Campionati del mondo su pista

Montichiari 2010 - Americana Juniores: vincitore
Montichiari 2010 - Inseguimento a squadre Juniores: 2°

### Competizioni europee
- Campionati europei su strada

Goes 2012 - In linea Under-23: ritirato
Alkmaar 2019 - In linea Elite: ritirato
- Campionati europei di ciclocross

Liévin 2008 - Juniores: 37º
Hoogstraten 2009 - Juniores: 30º
- Campionati europei su pista

Minsk 2009 - Americana Juniores: 3º